# Женска рукометна репрезентација Србије
Женска рукометна репрезентација Србије у организацији Рукометног савеза Србије представља Србију у рукомету на свим значајнијим светским и континенталним такмичењима одржаним после 2006. године.
ИХФ и ЕХФ сматра рукометну репрезентацију Србије носиоицем континуитета свих репрезентација,,. Играло се под разним именима:
- 1945—1963  ФНР Југославија
- 1963—1992  СФР Југославија
- 1992—2003  СР Југославија
- 2003—2006  Србија и Црна Гора
- од 2006.  Србија

Југословенски олимпијски комитет је прогласио рукометну репрезентацију за најбољу женску екипу 2001, а Олимпијски комитет Србије за најбољу женску екипу 2013. године.

## Историја
Због увођења санкција Уједињених нација, које су обухватиле и спорт,репрезентацији СР Југославије забрањено је изборено учешће на Летњим олимпијским играма у Барселони 1992. као и на Светском првенству 1993. првом Европском првенству 1994. и Светском првенству 1995..
Почетак новије историје почиње током 1995. године када је репрезентацији дозвољено учешће од стране ЕХФ у квалификацијама за ЕП 1996. То је био и дуго очекиван повратак на међународну сцену и нови почетак. Нажалост, неуспешан.Предвођене селектором Вуком Рогановићем и капитеном Светланом Китић, репрезентација није успела да избори пласман на ЕП 1996.
То је био увод у турбулентни период, обележен неуспесима због којих су пропуштена велика такмичења, који је окончан успехом у квалификацијама и пласманом на Европско првенство 2000.
Већ следеће године са селектором Милорадом Милатовићем, репрезентација је изборила пласман на СП 2001. и постигла сјајан и дуго очекиван успех.После одличних игара који су вратили стари сјај нашем рукомету, осваја бронзану медаљу са одличним тимом предвођен Бојаном Петровић и Љиљаном Кнежевић.
Први званичан наступ као Србија је било Европско првенство 2006 у Шведској. На првенству се није прославила. После лоших резултата освојиле у 14 место од 16 репрезентација.
На Светско првенство 2007 у Француској и Олимпијске игре 2008. у Пекингу није се квалификовала.
Следи период редовних пласмана на европска првенства, али и наставак лоших резултата. На Европским првенствима 2008. и 2010, репрезентација није успела да освоји ниједан бод.
После серије слабих резултата, промене селектора који су довели до самог дна српски женски рукомет, као и због чињенице да су најбоље српске рукометашице изабрале туђе репрезентације тек крајем 2011. године избором Саше Бошковића за селектора, Србија полако али сигурно креће пут опоравка. То је резултовало 4. местом на Европском првенству 2012., златом на Медитеранским играма 2013. године као и сребром на Светском првенству 2013. Свакако је опоравку српског рукомета допринео и РСС који је смогао снаге да добије организацију два велика такмичења Европско првенство 2012. и Светско првенство 2013.

## Учешће на међународним такмичењима

### Олимпијске игре
| Олимпијске игре                                                                 | Фаза / Позиција       | ИГ                    | П                     | Н                     | И                     | ГД                    | ГП                    | ГР                    |                       |
| ------------------------------------------------------------------------------- | --------------------- | --------------------- | --------------------- | --------------------- | --------------------- | --------------------- | --------------------- | --------------------- | --------------------- |
| За раније наступе погледајте чланак Женска рукометна репрезентација Југославије |                       |                       |                       |                       |                       |                       |                       |                       |                       |
| СР Југославија (1992—2000)                                                      |                       |                       |                       |                       |                       |                       |                       |                       |                       |
| Барселона 1992.                                                                 | Суспендована          | Суспендована          | Суспендована          | Суспендована          | Суспендована          | Суспендована          | Суспендована          | Суспендована          | Суспендована          |
| Атланта 1996.                                                                   | Није се квалификовала | Није се квалификовала | Није се квалификовала | Није се квалификовала | Није се квалификовала | Није се квалификовала | Није се квалификовала | Није се квалификовала | Није се квалификовала |
| Сиднеј 2000.                                                                    | Није се квалификовала | Није се квалификовала | Није се квалификовала | Није се квалификовала | Није се квалификовала | Није се квалификовала | Није се квалификовала | Није се квалификовала | Није се квалификовала |
| Атина 2004.                                                                     | Није се квалификовала | Није се квалификовала | Није се квалификовала | Није се квалификовала | Није се квалификовала | Није се квалификовала | Није се квалификовала | Није се квалификовала | Није се квалификовала |
| Пекинг 2008.                                                                    | Није се квалификовала | Није се квалификовала | Није се квалификовала | Није се квалификовала | Није се квалификовала | Није се квалификовала | Није се квалификовала | Није се квалификовала | Није се квалификовала |
| Лондон 2012.                                                                    | Није се квалификовала | Није се квалификовала | Није се квалификовала | Није се квалификовала | Није се квалификовала | Није се квалификовала | Није се квалификовала | Није се квалификовала | Није се квалификовала |
| Рио Де Жанеиро 2016.                                                            | Није се квалификовала | Није се квалификовала | Није се квалификовала | Није се квалификовала | Није се квалификовала | Није се квалификовала | Није се квалификовала | Није се квалификовала | Није се квалификовала |
| Токио 2020.                                                                     | Није се квалификовала | Није се квалификовала | Није се квалификовала | Није се квалификовала | Није се квалификовала | Није се квалификовала | Није се квалификовала | Није се квалификовала | Није се квалификовала |
| Париз 2024.                                                                     | Није се квалификовала | Није се квалификовала | Није се квалификовала | Није се квалификовала | Није се квалификовала | Није се квалификовала | Није се квалификовала | Није се квалификовала | Није се квалификовала |
| Укупно                                                                          | 0/8                   | 0                     | 0                     | 0                     | 0                     | 0                     | 0                     | 0                     |                       |

### Светска првенства
| Светско првенство                                                               | Фаза / Позиција       | Фаза / Позиција       | ИГ                    | П                     | Н                     | И                     | ГД                    | ГП                    | ГР                    |
| ------------------------------------------------------------------------------- | --------------------- | --------------------- | --------------------- | --------------------- | --------------------- | --------------------- | --------------------- | --------------------- | --------------------- |
| За раније наступе погледајте чланак Женска рукометна репрезентација Југославије |                       |                       |                       |                       |                       |                       |                       |                       |                       |
| СР Југославија (1993–2001)                                                      |                       |                       |                       |                       |                       |                       |                       |                       |                       |
| Норвешка 1993.                                                                  | Суспендована          | Суспендована          | Суспендована          | Суспендована          | Суспендована          | Суспендована          | Суспендована          | Суспендована          | Суспендована          |
| / Аустрија/Мађарска 1995.                                                       | Суспендована          | Суспендована          | Суспендована          | Суспендована          | Суспендована          | Суспендована          | Суспендована          | Суспендована          | Суспендована          |
| Немачка 1997.                                                                   | Није се квалификовала | Није се квалификовала | Није се квалификовала | Није се квалификовала | Није се квалификовала | Није се квалификовала | Није се квалификовала | Није се квалификовала | Није се квалификовала |
| / Данска/Норвешка 1999.                                                         | Није се квалификовала | Није се квалификовала | Није се квалификовала | Није се квалификовала | Није се квалификовала | Није се квалификовала | Није се квалификовала | Није се квалификовала | Није се квалификовала |
| Италија 2001.                                                                   | Меч за 3. место       | 3.                    | 9                     | 6                     | 1                     | 2                     | 313                   | 236                   | +77                   |
| Србија и Црна Гора (2003-2005)                                                  |                       |                       |                       |                       |                       |                       |                       |                       |                       |
| Хрватска 2003.                                                                  | Други круг            | 9.                    | 8                     | 5                     | 0                     | 3                     | 258                   | 241                   | +17                   |
| Русија 2005.                                                                    | Није се квалификовала | Није се квалификовала | Није се квалификовала | Није се квалификовала | Није се квалификовала | Није се квалификовала | Није се квалификовала | Није се квалификовала | Није се квалификовала |
| Србија (2007–)                                                                  |                       |                       |                       |                       |                       |                       |                       |                       |                       |
| Француска 2007.                                                                 | Није се квалификовала | Није се квалификовала | Није се квалификовала | Није се квалификовала | Није се квалификовала | Није се квалификовала | Није се квалификовала | Није се квалификовала | Није се квалификовала |
| Кина 2009.                                                                      | Није се квалификовала | Није се квалификовала | Није се квалификовала | Није се квалификовала | Није се квалификовала | Није се квалификовала | Није се квалификовала | Није се квалификовала | Није се квалификовала |
| Бразил 2011.                                                                    | Није се квалификовала | Није се квалификовала | Није се квалификовала | Није се квалификовала | Није се квалификовала | Није се квалификовала | Није се квалификовала | Није се квалификовала | Није се квалификовала |
| Србија 2013.                                                                    | Финале                | 2.                    | 9                     | 7                     | 0                     | 2                     | 240                   | 197                   | +43                   |
| Данска 2015.                                                                    | 1/8 финала            | 15.                   | 6                     | 2                     | 1                     | 3                     | 164                   | 168                   | -4                    |
| Немачка 2017.                                                                   | 1/8 финала            | 9.                    | 6                     | 3                     | 2                     | 1                     | 188                   | 152                   | +36                   |
| Јапан 2019.                                                                     | Други круг            | 6.                    | 9                     | 5                     | 1                     | 3                     | 272                   | 258                   | +14                   |
| Шпанија 2021.                                                                   | Други круг            | 12.                   | 6                     | 4                     | 0                     | 2                     | 167                   | 143                   | +24                   |
| /Данска/Норвешка/Шведска 2023.                                                  | Други круг            | 21.                   | 6                     | 1                     | 0                     | 5                     | 141                   | 153                   | -12                   |
| Укупно                                                                          | 8/16                  | 8/16                  | 59                    | 33                    | 5                     | 21                    | 1743                  | 1548                  | +195                  |

### Европска првенства
| Европско првенство                             | Фаза / Позиција       | Фаза / Позиција       | ИГ                    | П                     | Н                     | И                     | ГД                    | ГП                    | ГР                    |
| ---------------------------------------------- | --------------------- | --------------------- | --------------------- | --------------------- | --------------------- | --------------------- | --------------------- | --------------------- | --------------------- |
| СР Југославија (1994–2002)                     |                       |                       |                       |                       |                       |                       |                       |                       |                       |
| Немачка 1994.                                  | Суспендована          | Суспендована          | Суспендована          | Суспендована          | Суспендована          | Суспендована          | Суспендована          | Суспендована          | Суспендована          |
| Данска 1996.                                   | Није се квалификовала | Није се квалификовала | Није се квалификовала | Није се квалификовала | Није се квалификовала | Није се квалификовала | Није се квалификовала | Није се квалификовала | Није се квалификовала |
| Холандија 1998.                                | Није се квалификовала | Није се квалификовала | Није се квалификовала | Није се квалификовала | Није се квалификовала | Није се квалификовала | Није се квалификовала | Није се квалификовала | Није се квалификовала |
| Румунија 2000.                                 | Меч за 7. место       | 7.                    | 6                     | 3                     | 1                     | 2                     | 178                   | 176                   | +2                    |
| Данска 2002.                                   | Меч за 5. место       | 6.                    | 7                     | 4                     | 0                     | 3                     | 223                   | 200                   | +23                   |
| Србија и Црна Гора (2004)                      |                       |                       |                       |                       |                       |                       |                       |                       |                       |
| Мађарска 2004.                                 | Други круг            | 12.                   | 6                     | 1                     | 0                     | 5                     | 165                   | 200                   | -35                   |
| Србија (2006–)                                 |                       |                       |                       |                       |                       |                       |                       |                       |                       |
| Шведска 2006.                                  | Први круг             | 14.                   | 3                     | 0                     | 0                     | 3                     | 77                    | 92                    | -15                   |
| Македонија 2008.                               | Први круг             | 13.                   | 3                     | 0                     | 0                     | 3                     | 87                    | 93                    | -6                    |
| / Данска/Норвешка 2010.                        | Први круг             | 14.                   | 3                     | 0                     | 0                     | 3                     | 71                    | 91                    | -20                   |
| Србија 2012.                                   | Меч за 3. место       | 4.                    | 8                     | 4                     | 1                     | 3                     | 213                   | 209                   | +4                    |
| / Мађарска/Хрватска 2014.                      | Први круг             | 15.                   | 3                     | 0                     | 0                     | 3                     | 56                    | 72                    | -16                   |
| Шведска 2016.                                  | Други круг            | 9.                    | 6                     | 2                     | 1                     | 3                     | 158                   | 176                   | -18                   |
| Француска 2018.                                | Други круг            | 11.                   | 6                     | 2                     | 0                     | 4                     | 164                   | 168                   | -4                    |
| / Данска/Норвешка 2020.                        | Први круг             | 13.                   | 3                     | 1                     | 0                     | 2                     | 79                    | 88                    | -9                    |
| / Словенија/Црна Гора/Северна Македонија 2022. | Први круг             | 15.                   | 3                     | 0                     | 0                     | 3                     | 66                    | 88                    | -22                   |
| Укупно                                         | 12/15                 |                       | 54                    | 16                    | 3                     | 35                    | 1458                  | 1565                  | -107                  |

## Састав репрезентације Србије
Састав за Светско првенство 2019.
| Бр. | Име                | Позиција    | Дат. рођ.           | Клуб               | Утак./Гол. |
| --- | ------------------ | ----------- | ------------------- | ------------------ | ---------- |
| 27  | Катарина Томашевић | голман      | 6. фебруар 1984.    | Сомбатхељ          | 105/2      |
| 16  | Јована Рисовић     | голман      | 7. октобар 1993.    | Подравка           | 27/1       |
| 2   | Сања Радосављевић  | лево крило  | 15. јануар 1994.    | Вац                | 65/189     |
| 21  | Дијана Радојевић   | лево крило  | 2. април 1990.      | Мерињак Хендбал    | 50/74      |
| 20  | Слађана Поп-Лазић  | пивот       | 29. јул 1988.       | Брест Бретањ       | 96/267     |
| 72  | Драгана Цвијић     | пивот       | 15. март 1990.      | ЦСМ Букурешт       | 82/254     |
| 17  | Ана Којић          | десно крило | 4. октобар 1997.    | Крим               | 2/2        |
| 14  | Жељка Николић      | десно крило | 12. јул 1991.       | Мунисипал Крајова  | 41/63      |
| 33  | Јована Стоиљковић  | леви бек    | 30. септембар 1988. | Шамбре Ле Тур      | 96/264     |
| 23  | Марија Обрадовић   | леви бек    | 6. август 1992.     | Тус Мецинген       | 36/87      |
| 5   | Јелена Трифуновић  | леви бек    | 4. август 1991.     | СЦМ Крајова        | 62/88      |
| 71  | Кристина Лишчевић  | средњи бек  | 20. октобар 1989.   | СЦМ Рамнику Валчеа | 89/196     |
| 9   | Јелена Лавко       | десни бек   | 6. јул 1991.        | ЕРД НК             | 104/229    |
| 15  | Анђела Јањушевић   | десни бек   | 18. јун 1995.       | Шиофок             | 38/41      |
| 8   | Дијана Штевин      | десни бек   | 14. август 1991.    | Селес сур Бел      | 81/130     |
| 25  | Јована Јововић     | леви бек    | 4. децембар 2001.   | Дунајварош         | 2/1        |

Селектор: Љубомир Обрадовић 

## Селектори репрезентације од 1995.
- Вук Рогановић 1996 — 1997.
- Драган Нишавић: 1997—1998
- Милорад Милатовић: 1998—2000
- Наталија Циганкова: 2000
- Милорад Милатовић: 2000—2001
- Марко Исаковић: 2002—2003
- Драгомир Чачић: 2003
- Зоран Ивић: 2003—2004
- Миле Исаковић: 2004—2005
- Ања Андерсен: 2006
- Сандра Колаковић: 2006
- Часлав Динчић: 2007—2009
- Драган Марков: 2009
- Душко Милић: 2009—2011
- Саша Бошковић: 2011—2016
- Драгица Ђурић: 2016—2017
- Љубомир Обрадовић: 2017—2021
- Урош Брегар: 2021—2024
- Бент Дал: 2025—